# Kajika Aki
Pour les articles homonymes, voir Aki.
Kajika Aki Ferrazzini, née en 1993 à Paris, est une artiste peintre, illustratrice, auteure et animatrice franco-japonaise. Diplômée des métiers d'art et du design de l'École Estienne en 2016, elle commence un master en conception et réalisation de films d'animation (CRFA) à l'école des Gobelins avant de réaliser son premier court-métrage, MOM. 

## Biographie

### Situation personnelle
Kajika Aki est née à Paris en 1993, d'un père japonais sismologue, Keiiti Aki, connu pour ses travaux sur la sismologie quantitative, et d'une mère française, Valérie Ferrazzini, elle aussi sismologue. Elle grandit à La Réunion et s'installe à Paris à l'âge de 18 ans pour suivre une formation artistique à l'École Estienne, à l'issue de laquelle elle obtient un diplôme en métiers d'arts. En 2017, elle intègre l'école des Gobelins pour poursuivre ses études mais abandonne son cursus pour réaliser le court-métrage d'animation MOM, son projet personnel.

### Carrière artistique
En 2020, Kajika Aki termine MOM, un film dystopique qui raconte l'histoire d’une jeune fille poursuivie par des caméras dans un monde oppressant. Le film est sélectionné par une cinquantaine de festivals internationaux, dont le Festival international du film d'animation d'Annecy en 2021, et remporte notamment le prix du Meilleur film au Festival international du film de Tbilissi en 2021.
En parallèle de sa carrière dans l'animation, Kajika Aki peint The Life and Death of the Little Mermaid et IMIEAMORI, deux fresques de 1,50 mètre sur 10 mètres, réalisées à l'encre de Chine et à l'aquarelle, qui sont exposées à la Folie Barbizon en 2022. Elles sont saluées pour leur profondeur émotionnelle.

## Expositions
- La Folie Barbizon, 16 mars-16 mai 2022, Barbizon, France
- Joy Rebirth, 15 juillet-5 septembre 2025, Le Consulat Voltaire, Paris, France[5]

## Distinctions
- 2021 : Meilleur Film, Festival international du film de Tbilissi (Géorgie)
- 2021 : Mention spéciale, Future Film Festival (Italie)
- 2022 : Mention spéciale, Anima - Best of shorts (Belgique)

## Œuvres principales

### Peintures
- The Life and Death of the Little Mermaid (2019)
- IMIEAMORI (2020)

### Filmographie
- MOM (2020)